# Camille Cottin (football)
Ne pas confondre avec l'actrice Camille Cottin.
Pour les autres membres des familles, voir Cottin et Famille Cottin (Seine).
Camille Cottin est un ancien joueur puis entraîneur de football français, né le 10 février 1910 à Paris-l'Hôpital (Saône-et-Loire), mort le 18 avril 1988 à Hyères (Var).
Il fut sélectionné en Equipe de France de football pour le match contre la Belgique en 1938.
Lors de la saison 1940-1941 il signe comme entraîneur-joueur à Reims. Il est remplacé dès l'année suivante par Jules Vandooren. Entre 1949 et 1951, Camille Cottin est l'entraîneur du tout jeune Raymond Kopa au SCO d'Angers, à qui il donne son premier contrat professionnel. C'est notamment lui qui le présente comme Raymond "Kopa" et non "Kopaszewski".
Cottin redevient entraîneur de Reims en 1963. Il ne peut empêcher la relégation du club en D2 et se voit même aider en cours de saison par Jean Prouff qui est nommé conseiller technique.

## Carrière de joueur
- 1932-1933 :  FC Sochaux-Montbéliard
- 1933-1934 :  AS Cannes
- 1934-1938 :  RC Roubaix
- 1938-1939 :  Stade de Reims[6]

## Carrière d'entraîneur
- 1940-1941 :  Stade de Reims
- 1941-1943 :  US Le Mans
- 1944-1948 :  SO Cholet
- 1949-1951 :  Angers SCO
- 1951-1955 :  Limoges FC
- 1955-1957 :  FC Nancy
- 1957-1961 :  US Blanzy-Montceau
- 1963-1964 :  Stade de Reims